# Специфікація Multiboot
Специфікація Multiboot (англ. Multiboot Specification) — відкритий стандарт, що описує процес початкового завантаження ядра та інших частин операційної системи програмою-завантажником. Дана специфікація дозволяє будь-якому завантажнику, що підтримує multiboot, завантажувати ядро будь-якої операційної системи, адаптованої для даної специфікації. Таким чином усувається потреба у завантажникові, специфічному для кожної ОС. Також multiboot значно спрощує існування (і завантаження) кількох операційних систем на одному комп'ютері.
Перший варіант специфікації написаний 1995 року і розвинений Фондом вільного програмного забезпечення. З операційних систем, що завантажуються саме таким методом, можна відзначити GNU Hurd, VMware ESXi, Xen, і ядра сімейства L4. Референсною (еталонною) реалізацією специфікації multiboot є завантажник GNU GRUB.
Існує дві версії специфікації, несумісні між собою. Версія 0.x (станом на 2015 рік — 0.6.96, означена 2009 року) призначена винятково для платформи x86 і BIOS. Версія 2 (станом на квітень 2019 року — 2.0, означена 2016 року) додає підтримку UEFI, а також не є прив'язаною до x86, підтримуючи й інші 32-розрядні процесорні архітектури, такі як ARM.
Сигнатура, або «магічне число», наявність якого ідентифікує ядро як multiboot-сумісне, повинна розміщуватися у перших 8 кілобайтах файлу ядра. Для Multiboot 0.x дана сигнатура дорівнює 0x1BADB002, для Multiboot 2, відповідно, 0xE85250D6.
Цікаво, що у 2017 році відомий розробник Ганс Петер Анвін висловився різко негативно про можливість додавання підтримки стандарту Multiboot до ядра Linux.